# بادي ليونارد
بادي ليونارد (بالإنجليزية: Paddy Leonard)‏ (25 يوليو 1929 بدبلن في جمهورية أيرلندا - ) هو لاعب كرة قدم أيرلندي في مركز الهجوم. لعب مع تونبريدج أنغلز وكولتشستر يونايتد ونادي بريستول روفيرز ونادي باث سيتي.